# Yusuhara
Yusuhara (jap. 檮原町 Yusuhara-chō) – miasto w Japonii, na wyspie Sikoku, w prefekturze Kōchi. Według danych na rok 2020 miejscowość zamieszkiwało 3 307 mieszkańców , a gęstość zaludnienia wyniosła 14 os./km².